# Olallie Scenic Area

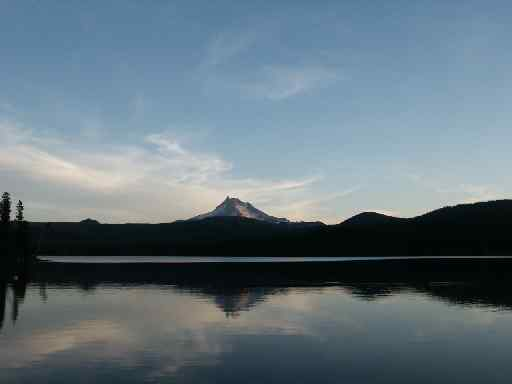
Lac Olallie et mont Jefferson

Olallie Scenic Area est une région américaine située dans la partie de la chaîne des Cascades située en Oregon, entre le mont Hood au nord et le mont Jefferson au sud, et contient le lac Olallie.